# Божидар Бандович
Божидар Бандович (серб. Božidar Bandović/Божидар Бандовић; нар. 30 серпня 1969, Никшич) — югославський футболіст, що грав на позиції захисника. Відомий за виступами в низці югославських та закордонних клубів, переважно клубів з Греції, як гравець здобув титул чемпіона Греції. По завершенні ігрової кар'єри — чорногорський тренер. Як тренер став дворазовим чемпіоном Таїланду.

## Ігрова кар'єра
Божидар Бандович народився 1969 року в місті Никшич. Розпочав займатися футболом у школі клубу «Сутьєска». З 1988 року Бандович розпочав грати в основній команді клубу «Сутьєска», в якій грав до 1992 року. У 1992 році футболіст став гравцем белградського клубу «Црвена Звезда», в якому грав до 1994 року.
У 1994 році Божидар Бандович виїхав до Греції, де його першим клубом став «Етнікос» (Пірей), у якому чорногорець грав до 1996 року, після чого перейшов до клубу «Паніліакос».
У 1997 році Божидар Бандович уклав контракт з одним із найтитулованіших клубів Греції «Олімпіакос», у складі якого провів сезон 1997—1998 років, та став у складі пірейського клубу чемпіона Греції. З 1998 до 1999 року Бандович грав у складі клубу ПАОК. У 2000—2001 років футболіст знову грав у складі клубу «Паніліакос». Завершив ігрову кар'єру у команді «Етнікос Астерас», за яку виступав протягом 2001—2002 років.

## Кар'єра тренера
Після невеликої перерви після закінчення кар'єри футболіста Божидар Бандович розпочав тренерську кар'єру, та з 2004 до 2006 року працював асистентом головного тренера в низці грецьких клубів. У 2008 році Бандович увійшов до тренерського штабу свого колишнього клубу «Олімпіакос», а в 2009 році на короткий час тимчасово очолив тренерський штаб пірейського клубу. У 2010 році чорногорський тренер знову протягом короткого часу очолював тренерський штаб «Олімпіакоса». У 2010—2011 роках Бандович очолював грецький клуб «Керкіра», а на початку 2012 року був головним тренером іншого грецького клубу «Лариса».
У 2012 році Божидар Бандович став головним тренером азербайджанської команди «Баку», в якій працював до 2013 року. На початку 2014 року чорногорський тренер очолив таїландський клуб «Бурірам Юнайтед», утім в цьому ж році він перейшов на роботу до іншого таїландського клубу «Поліс Теро», в якому він працював до кінця 2015 року. У 2016 році Бандович працював з черговою таїландською командою «Сісакет».
У 2017 році Божидар Бандович удруге за свою біографію очолив клуб «Бурірам Юнайтед», і цього разу працював з клубом до 2020 року, та здобув із командою два титули чемпіона Таїланду. У 2021 році чорногорський тренер очолив клуб індійської суперліги «Ченнаї», в якому працював до кінця 2022 року. На початку 2023 Бандович очолив в'єтнамський клуб «Ханой», з яким відразу здобув Суперкубок В'єтнаму. У 2023 році тренер також очолював черговий таїландський клуб у своїй кар'єрі «Прачуап». У 2023 році Бандович став головним тренером сербського клубу «Воєводина», в якому працював до 2024 року.

## Титули і досягнення

### Як гравця
- Чемпіон Греції (1):

«Олімпіакос»: 1997–1998

### Як тренера
- Чемпіон Таїланду (2):

«Бурірам Юнайтед»: 2017, 2018
- Володар Суперкубка В'єтнаму (1):

«Ханой Т-енд-Т»: 2022